# 우에노촌
우에노촌(일본어: 上野村)은 일본 군마현 남서부에 있는 다노군의 마을이다. 2003년 4월 1일에 나카사토촌이 폐지되면서 군마현 내에서 가장 인구가 적은 자치체가 되었다.

## 지리
군마현 남서부의 산간에 위치하는 촌락이다. 나가노현, 사이타마현과 경계를 접한다.

## 역사
- 1889년 4월 1일 - 정촌제 시행과 함께 우에노촌이 성립하였다.

## 인구
| 연도 | 인구  | ±%     |
| ---- | ----- | ------ |
| 1920 | 4,423 | —      |
| 1930 | 3,895 | −11.9% |
| 1940 | 3,887 | −0.2%  |
| 1950 | 4,721 | +21.5% |
| 1960 | 4,299 | −8.9%  |
| 1970 | 2,996 | −30.3% |
| 1980 | 2,309 | −22.9% |
| 1990 | 1,711 | −25.9% |
| 2000 | 2,285 | +33.5% |
| 2010 | 1,306 | −42.8% |

## 교통

### 도로
- 국도 299호선
- 국도 462호선(일본어판)